# Cycloseris distorta
Espèce
Synonymes
- Fungia distorta Michelin, 1842 (préféré par UICN)
- Cycloseris mexicana Durham, 1947
- Diaseris distorta (Michelin, 1843)

Cycloseris distorta est une espèce de coraux appartenant à la famille des Fungiidae.